# Max Felder
Max Felder (Monaco di Baviera, 8 ottobre 1988) è un attore e doppiatore tedesco.

## Biografia
Nel 2023 Felder è diventato padre di una figlia.

## Filmografia

### Cinema
- Aschenputtel - regia di Susanne Zanke (2010)
- Coming In - regia di Marco Kreuzpaintner (2014)

### Televisione
- Polizeiruf 110 - serie TV (2003)
- In aller Freundschaft - serie TV (2004)
- Kommissar Stolber - serie TV (2006)
- Familie Sonnenfeld - serie TV (6 episodi) (2007-2009)
- Der Lehrer - serie TV (2007)
- Soko 5113 - serie TV (2007-2018)
- Die Sache mit dem Glück - regia di René Heisig - film TV (2008)
- Factor 8: Pericolo ad alta quota (Faktor 8 – Der Tag ist gekommen) - regia di Rainer Matsutani - film TV (2009)
- Il commissario Köster (Der Alte) - serie TV  (2010)
- Un ciclone in convento (Um Himmels Willen) - serie TV (2018)

## Doppiaggio
- Rupert Grint in Harry Potter e la pietra filosofale, Harry Potter e la camera dei segreti, Harry Potter e il prigioniero di Azkaban, Harry Potter e il calice di fuoco, In viaggio con Evie, Harry Potter e l' Ordine della Fenice, Harry Potter e il principe mezzosangue, Harry Potter e i Doni della Morte - Parte 1, Harry Potter e i Doni della Morte - Parte 2, Prigionieri del ghiaccio, Charlie Countryman deve morire
- Taylor Lautner in Twilight, The Twilight Saga: New Moon, The Twilight Saga: Eclipse, The Twilight Saga: Breaking Dawn - Parte 1, The Twilight Saga: Breaking Dawn - Parte 2
- Brenton Thwaites in Maleficent, The Giver - Il mondo di Jonas, Gods of Egypt, Pirati dei Caraibi - La vendetta di Salazar,
- Corbin Bleu in High School Musical, High School Musical 2, Jump In!, High School Musical 3: Senior Year
- Brandon Perea in Twisters

### Animazione
- Seiji Amasawa in I sospiri del mio cuore
- Baljeet in Phineas e Ferb
- Andy in Toy Story 3 - La grande fuga
- Sentomaru in One Piece
- Eren Jaeger in L'attacco dei giganti
- Lev Haiba in Haikyu!!
- Dietfried Bougainvillea in Violet Evergarden
- Askeladd giovane in Vinland Saga
- Kyo Soma in Fruits Basket